# Lac de Lavaud
Le lac de Lavaud est un lac artificiel créé par la construction d'un barrage, mis en eau en 1989, sur la partie amont de la Charente, juste à son arrivée en Charente depuis la Haute-Vienne.

## Géographie

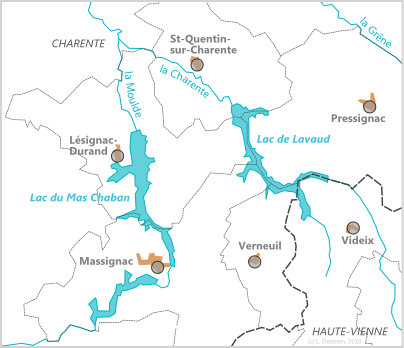
Lacs de Haute-Charente : lac de Lavaud et son grand voisin le lac du Mas Chaban.

Le lac, situé en Charente limousine s'étend principalement sur les communes de Pressignac et Lésignac-Durand, mais aussi sur celles de Verneuil, Massignac, Saint-Quentin-sur-Charente (où se situent d'ailleurs le hameau de Lavaud et le barrage), et du côté haut-viennois la commune de Videix.
Il est voisin à 3,5 km à l'est du lac du Mas Chaban, avec qui il forme les lacs de Haute-Charente.
D'une surface de 1,12 km2 il reçoit l'eau d'un bassin versant de 40 km2 amené par la Charente grossie de la Treize sur la rive gauche du lac. Le volume de la retenue est de 7,8 Mm3. Le débit réservé est de 69 l/s et le débit maximum de 2 m3/s.
La retenue sert de régulateur afin d'éviter les assecs et permettre à l’agriculture de prélever pour l’irrigation. Dans une moindre mesure, elle permet aussi de réduire les crues.
Il est traversé par la D160 dans la commune de Pressignac, près de la plage de la Guerlie.

## Installations et plages
À la fin de l'année 1989, les communes de Pressignac (Charente) et Videix (Haute-Vienne) mènent deux projets aboutissant à la création de deux plages sur ces communes. Se construit donc la plage de la Guerlie sur la commune de Pressignac, projet mené par la liste d'André Soury, maire de Pressignac à l'époque, ainsi que la plage de la Chassagne, projet mené par la liste d'André Giry, maire de Videix à l'époque. Ces deux plages possèdent toutes deux une zone de baignade délimitée par des bouées, une bande de sable, ainsi qu'un bar-restaurant-snack. Des gîtes seront ensuite construits à la plage de la Chassagne, favorisant ainsi la venue de touristes sur la commune de Videix. Du côté charentais, c'est un restaurant, la Côte de Bœuf, qui se construit par la suite, ainsi que le camping des Lacs, ce qui favorisera le tourisme sur la commune de Pressignac. Du fait que l'on retrouve à peu près les mêmes installations des deux côtes, une concurrence sera installée entre la commune de Pressignac et celle de Videix. 
La base nautique du lac sera créée en 1991 sur la commune de Verneuil en face de la plage de la Guerlie, afin d'apporter au lac des activités nautiques. 
Depuis quelques années, des cyanobactéries contaminent la zone de baignade de La Chassagne, entraînant des fermetures temporaires de la plage. En revanche celle de la Guerlie reste ouverte à la baignade. Cela est dû au fait que la zone de baignade de Videix est alimentée par la Treize, contaminée, et que celle de Pressignac est alimentée par la Charente, non contaminée par cette bactérie. Cet incident naturel est favorable au côté charentais, qui voit les touristes de La Chassagne se rabattre à la Guerlie. 
Depuis début juillet 2016, la plage de la Chassagne est interdite à la baignade. Le côté charentais, quant à lui, a été lui aussi interdit de baignade depuis le 18 juillet, en raison d'une forte concentration de cyanobactérie. La baignade y est de nouveau possible seulement quelques jours après, seulement du côté Charente,.

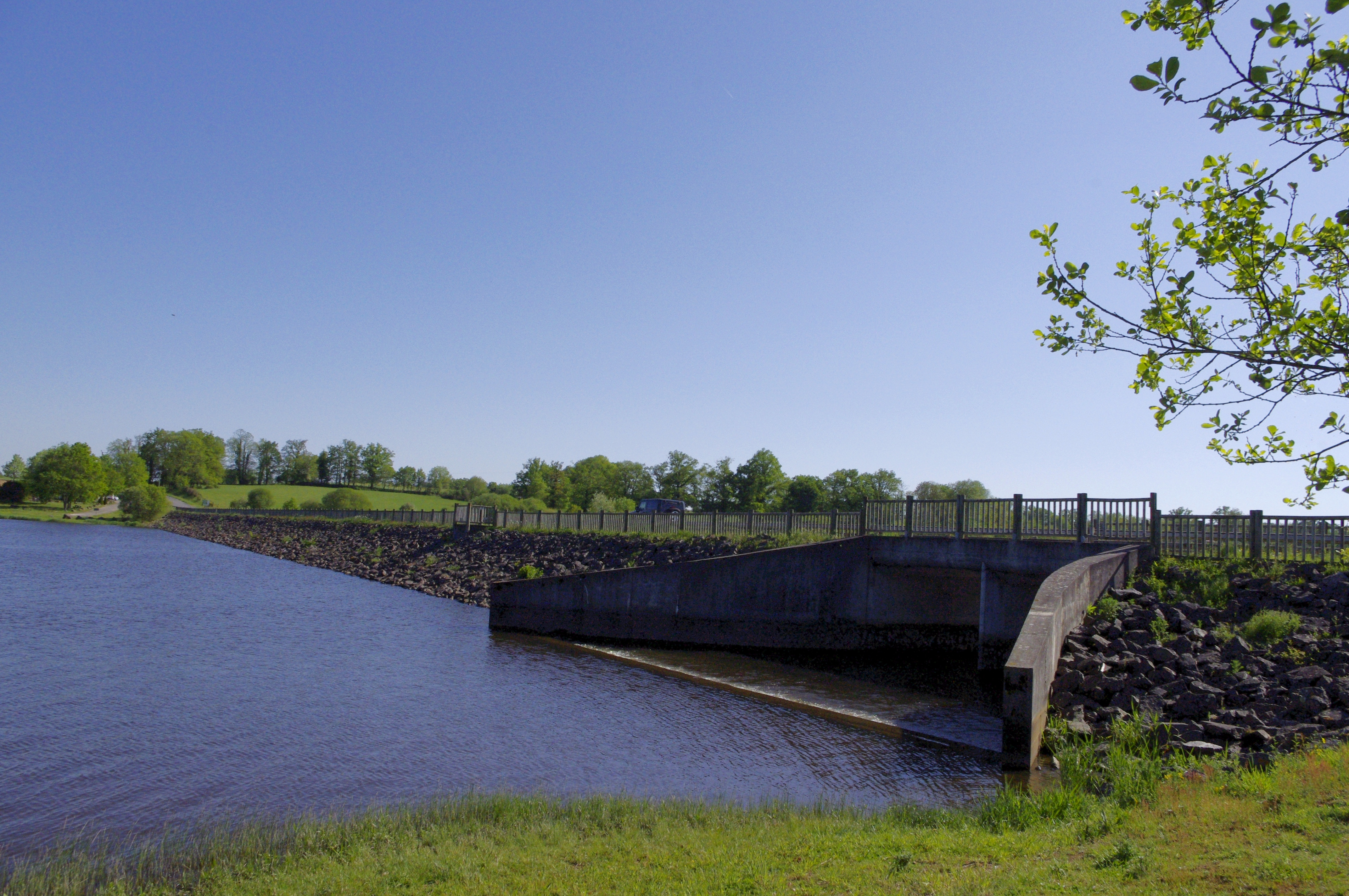
Le lac de Lavaud traversé par la D160 à Pressignac.
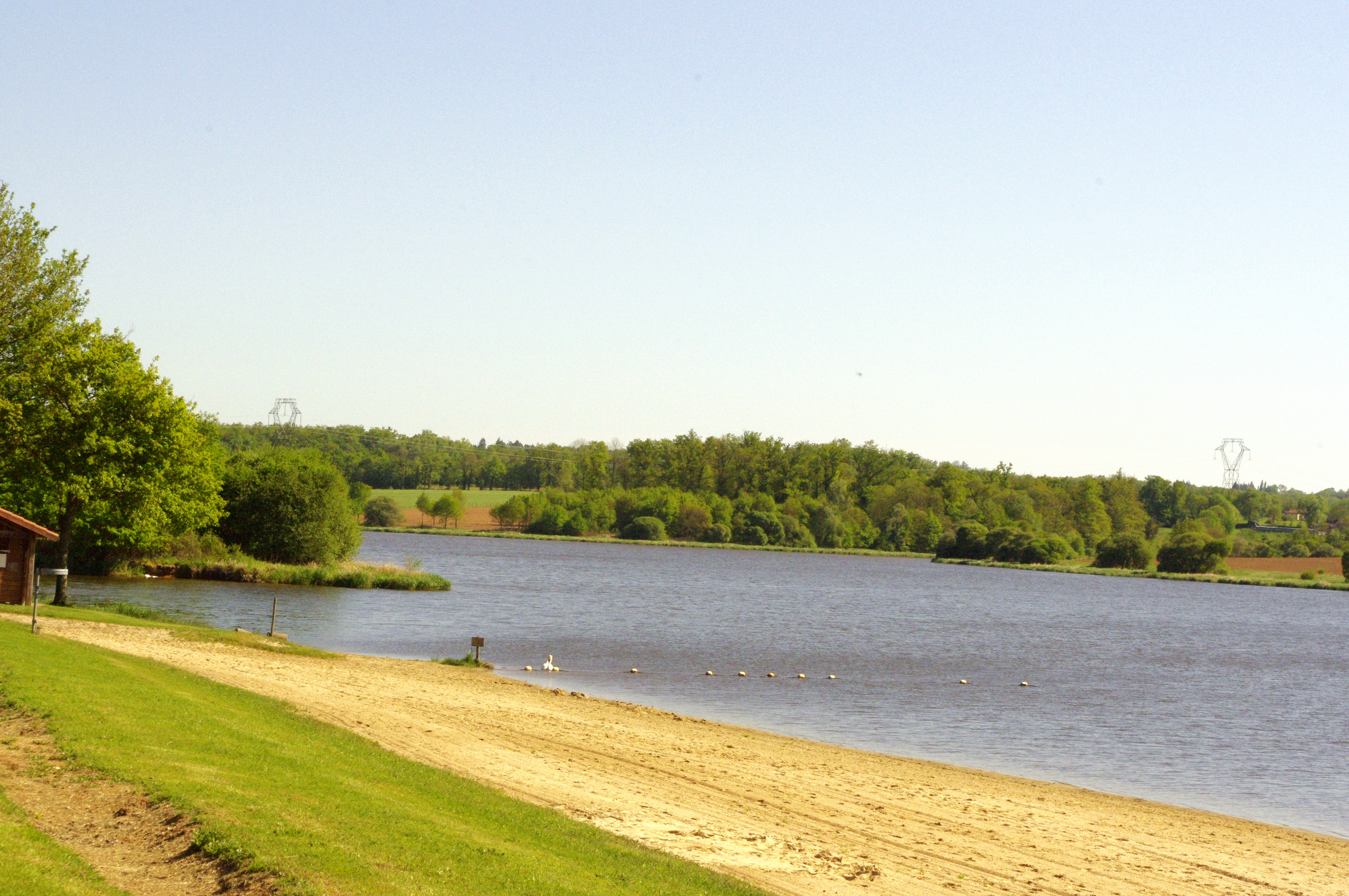
La plage de la Chassagne, à Videix.